# Мы — легенды
«Мы — легенды» (фр. Seuls two — «Только два»; другое название «Приключения в пустом Париже») — комедия французских кинорежиссёров Рамзи Бедиа и Эрика Жюдора.
Мировая премьера — 25 июня 2008. Название фильма представляет, скорее всего, верлан от формы  tout seuls — совсем одни.

## Сюжет
Полицейский-неудачник Жерве Блондо 10 лет безрезультатно пытается поймать грабителя-рецидивиста Кёртиса и, в конечном итоге, становится объектом насмешек всего полицейского управления. Однажды, в очередной раз гоняясь за Кёртисом, Жерве вдруг замечает, что весь Париж вымер. В городе никого не осталось, кроме него и его давнего соперника. Проходит какое-то время, и, устав от одиночества, враги становятся друзьями.

## В ролях
- Рамзи Бедиа — Кёртис
- Эрик Жюдор — Жерве
- Элоди Буше — Жюльетт
- Кристин Скотт Томас — антиквар
- Бенуа Мажимель
- Хафид Ф. Бенамар — развозчик товаров
- Омар Си — Сами Бульони
- Эдуард Баэр — Падре в церкви

## Интересные факты
- Съемки пустого Парижа производились вживую, компьютерные спецэффекты не применялись. Для того, чтобы отснять пустой Париж, были перекрыты улицы города, и людей попросту не пускали.
- В озвучивании фильма принимали участие А. Пушной, А. Бочаров, а также актеры «6 кадров». Дубляж главных героев использует множество ярких фраз, эвфемизмов (например, «обомлеть», «наедалово»), а также интернет-мемы (например, упячка).
- В фильме высказывается версия, что подобный случай произошёл в Неваде в 1964 году, когда одна деревня исчезла и появилась на следующий день в 40 км.